# Jan van Hout
Pour les articles homonymes, voir Van Hout.
Ne pas confondre avec le cycliste et résistant Jan van Hout.
Jan van Hout, né le 14 décembre 1542 à Leyde et décédé le 12 décembre 1609 dans cette ville, est un poète et linguiste de la Renaissance néerlandaise qui prit la défense du néerlandais en tant que langue académique.

## Biographie
Il était le fils d'un marchand de drap, Cornelis Meeszoon van Hout, et de Margriete Pieter Jaspersdochter. De sa jeunesse et de son éducation, peu est connu. Il se maria avec Lijsbeth Reyersdochter van Wing (décédé en 1605). De ce mariage, il eut trois enfants : Maria (épouse du professeur Pieter Pauw), Catherina (mariée à M. Jacob van Leeuwen, le premier greffier de Leyde, mort en 1604) et Bartholomeus (probablement décédé peu après le 21 juillet 1584.
En 1562, Van Hout devint commis du secrétaire de la ville de Leyde, Jacob de Milde, et c'est à ce dernier qu'il succéda deux ans plus tard. Il est resté secrétaire jusqu'à sa mort avec une interruption de quelques années. En février 1569, à l'insistance du comte de Boussu, il dut se retirer de sa fonction, devenu victime de suspicions, et il dut émigrer. Il passa son exil en grande partie à Emden, où il semble avoir exercé l'office notarial. Il retourna aux Provinces-Unies après la prise de Brielle en 1572 et, avec Van der Werf, il recueillit des fonds pour Guillaume d'Orange dans le but de soutenir la révolte des gueux. Lorsque la ville de Leyde se fut déclarée partisan du prince, il demanda, en janvier 1573, d'être réintégré dans sa fonction. D'abord cette requête tomba sur un refus. Toutefois, en août de la même année, il fut nommé, initialement sous des conditions restrictives, mais son pouvoir, son influence et sa rémunération s'accrurent au cours des années.
Le 10 mars 1573, le prince d'Orange le nomma notaire dans tous les pays, villes et lieux ressortissant à son gouvernement et son obédience (« […] in allen lande, steden ende plaetse onder onsen gouvernemente ende gehoorsaemheit […] »), en raison des bienfaits apportés (« […] om 'tgoet aenbrengen ons gedaen [...] »), après consultation du bailli (Schout), et des bourgmestres et échevins de Leyde. Le 28 mars 1573, Van Hout prêta serment dans les mains d'un conseil ordinaire de la Cour de Hollande. Il semble pourtant qu'il n'ait pas été très actif en tant que notaire, après 1573.
Le 2 mai 1577, il composa un poème de circonstance à l'occasion de la démolition du château Vredenburg à Utrecht. À partir de cette même année, il eut l'imprimerie de la ville sous son administration et, encore en 1577 fut apposé sur la façade de l'hôtel de ville de Leyde, de sa plume, un chronogramme commémoratif du second siège et de la délivrance de Leyde (1573-1574), dans lequel il emploie des trochées et des ïambes en alternance ; c'est dans l'espace public que ce poème, exemple précoce en littérature néerlandaise de ces schèmes métriques, fit fonction de manifeste de la littérature nouvelle et humaniste.
Jan van der Does était son meilleur ami, tandis que Bertius et Spieghel comptaient parmi ses intimes, comme aussi Canter Dirk et Joh. Bollius. Le Vrunt-buuc de Van Hout rend témoignage de ses amitiés : entre le 1er avril 1578 et le 28 septembre 1583, en total 25 personnes avaient écrit une dédicace dans ce liber amicorum. Il s'agit d'une compagnie d'éminents, dont Dousa, Lipsius, Plantin et des étudiants et professeurs de l'université tels que Theodorus Leeuwius, Victor Giselinus, Janus Lernutius, Jan de Groot (le père de Hugo) et Georgius Benedicti Wertelo, ou encore le secrétaire des États de Hollande Coenraet de Rechtere, ainsi que Coornhert et les poètes Jeronimus van der Voort et Roemer Visscher, qui forment un cercle d'amis dominé par des humanistes et de futurs remontrants.
S'il envisagea, en 1583, d'accepter le secrétariat de l'Intendance des Eaux, des Digues et des Polders (hoogheemraadschap) du Rijnland, rapportant 600 florins ainsi que des émoluments considérables, la ville réussit à le retenir en fixant son salaire à 500 florins.
Il était secrétaire des curateurs de l'Université de Leyde depuis sa fondation.  Ce n'est pourtant qu'en 1586, et tout en rencontrant une certaine opposition de Paulus Buys, qu'il fut nommé officiellement en tant que tel, avec un salaire de 24 florins et 200 florins en rémunération des services qu'il avait rendus gratuitement jusqu'en 1586.  À plusieurs reprises, Leyde l'envoya en mission en tant que représentant des intérêts de la ville, comme en juin 1586, avec Van der Werff, à Utrecht dans le but de retenir Leicester pour qu'il ne transférât pas l'université à cette ville.  Les notes que Van Hout aurait prises lors de ces missions n'ont pas été retrouvées à ce jour. 
Le 6 novembre 1592, il fut nommé secrétaire à vie du Hoogheemraadschap, percevant un salaire de 900 florins auxquels s'ajoutaient plusieurs dispensions.  Son Ordonnantie ende onderrichtinge (Ordonnances et enseignements) concernant le poste de secrétaire, de 1592, montre avec quel soin et quel savoir il a rempli sa fonction.
Il fut également secrétaire du tribunal (Vierschaar) de Leyde, bien que temporairement ; sans doute de 1593 à 1596.
Comme il payait tous les frais de sa poche, la ville lui céda toute l'imprimerie, à l'exception des presses, en 1597.  En dépit de ses grands mérites et de sa force de travail, il eut des ennemis.  C'est en 1596 qu'il en aurait été accusé par le gouvernement de la ville d'avoir accompli son travail de façon insatisfaisante (« « […] aanneming niet voldeed […] » »).  Il répondit par une apologie qui n'a pas encore été retrouvée.  Quelques années auparavant, il avait intenté un procès pour injures contre Dirk van Egmond, qui l'avait accusé d'avoir falsifié un acte.  Le procès est toujours resté pendant à la Cour, mais il est assez bien établi que Van Hout avait agi en toute bonne foi et que Paulus Buys avait voulu l'embarrasser.
En 1598, des députés de Hollande et de Frise occidentale invoquèrent son aide pour établir un taux général de réduction à l'égard des « seize sous » (un taux d'intérêt d'un seizième à payer sur un prêt) de sorte que ceux-ci puisassent être employés partout (« Generalen voet van reductie jegens den penning zestien opdat die eenpaerlicken alomme mocht werden gebruict »).  Il l'a réalisé en collaboration avec Symon van Merwen, Ludolff van Coelen, Mathijs Mintens et Jan Dou.  Van Hout a également sauvé de la destruction, copié et dépouillé les chartes des archives, datant de 1306 jusqu'à son temps, comme d'ailleurs les archives de différents monastères fermés et de fondations supprimées.
Van Hout était un excellent père de famille.  Son cousin, le futur bourgmestre Jan Orlers, lui devait toute son éducation ; tout aussi important étaient les soins dont il entourait ses parents et, surtout, ses petits-enfants.  Son économie et ses multiples activités faisaient de lui un citoyen aisé.  À sa mort, il possédait, à Leyde, huit maisons d'une valeur de 20 000 florins, des terres et des vergers avec des maisons attenantes, etc.
Van Hout vécut dans la Breestraat (aujourd'hui no 84), puis, en 1596, au Nieuwsteeg et à la fin de sa vie, après la mort de sa femme, dans une petite maison de la Nonnensteeg.  Il fut enterré dans son tombeau de famille dans l'église Saint-Pierre dans le déambulatoire extérieur au nord.
Son portrait a été gravé par W. Swanenburg en 1608.  Sa devise, avec un jeu de mots sur son nom, était « Hout en wint » (« Persistons et prenons le dessus »).

## Le rhétoricien et auteur

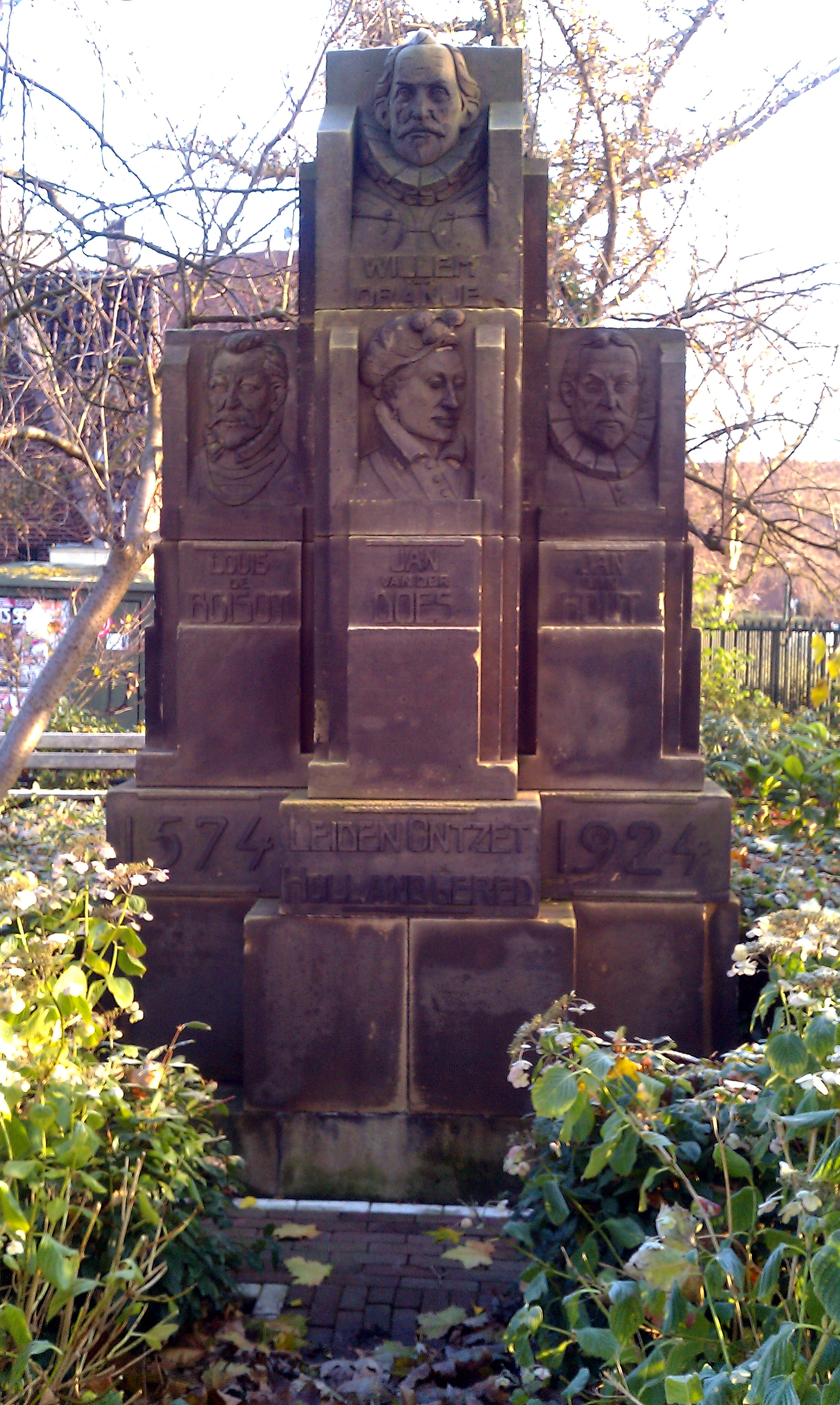
Monument commémoratif à Leyde, en honneur de la délivrance de Leyde en 1574, érigé en 1924 et représentant le prince Guillaume d'Orange, Louis de Boisot, Jan van der Does et Jan van Hout

### À la défense des pauvres
Sans doute, il est l'auteur ou le créateur d'un rapport très important, de 1577, sur l'assistance aux pauvres, émis par le vroedschap de Leyde.  Ce rapport part du principe que cette assistance, dans son ensemble, devait se placer sous la supervision et la gestion de l'administration municipale, sous une administration unique ; lorsque le financement, puisé dans d'anciens fonds et légats, s'aurait avéré insuffisant, ceux-ci devraient être nourris par une taxe municipale.  Les démunis pouvaient solliciter de l'aide en échange de services rendus sous forme de labeur.  D'une tendance semblable à défendre les droits des pauvres et des opprimés témoigne sa Déduction contre la dîme sur les fruits de la terre élevés par les jardiniers potager (Deductie tegen het heffen van tienden op de 'aertvruchten' gekweekt door warmoezeniers), de 1603. Les deux travaux illustrent bien son action contre l'influence exercée par les ministres en matière d'administration et d'ordre social. Chrétien pieux et croyant, il a été un précurseur des remontrants et fournit à Coornhert la matière de quelques discours de ce dernier.  Des catholiques, il parle généralement avec un dédain teinté de bonhomie.  Là où il croyait voir leurs défauts, il savait se moquer impitoyablement d'eux, un peu dans le ton de Marnix, comme en donne la preuve la dédicace de sa traduction de Franciscanus de George Buchanan.  Parmi ses meilleurs amis, il y en avait qui n'avaient jamais officiellement rompu avec l'Église catholique romaine.

### Concours rhétoriques et fêtes publiques
Van Hout consacrait ses efforts également à l'organisation des festivals et des spectacles urbains ; ainsi, il était le principal responsable du grand concours annoncé pour mai 1596 par la chambre de rhétorique De Witte Acoleyen de Leyde.  À cette occasion, il fit plusieurs poèmes, ainsi qu'une pièce de théâtre d'environ un millier de vers qui fut aussi jouée au profit de l'hospice Sainte-Cathérine : Loterijspel.  Cette pièce comprend des passages humoristiques et assez réalistes.  À ce concours fut liée une loterie qui rendit possible le financement de la mise en œuvre partielle des plans du rapport sur l'assistance aux pauvres.  En outre, il participa à l'inauguration de l'université, aux célébrations après la défaite de l'Armada et au cortège triomphal du prince Maurice après la prise de Groningue.

### L'homme savant
Dans le domaine scientifique se révèle en lui le mouvement résumé dans les mots Renaissance et humanisme.  En latin et en grec, il devait avoir suffisamment d'expérience pour pouvoir compter parmi ses intimes - dans d'agréables relations amicales - des poètes et des hommes savants immergés dans le monde classique.  Ce n'est que dans le domaine de l'histoire qu'il a pu accomplir un ouvrage original et de caractère indépendant : il a commencé à compiler un livre de chartes concernant Leyde (Der stadt Leyden Dienst-bouc) qui exprime parfaitement l'esprit scientifique moderne.  Cet ouvrage comprend aussi des louanges sur des évènements historiques, tels que la délivrance de Leyde (Opt ontset van Leyden) et la libération de Leyde des vicomtes (Leydens verlossinge van de burggraven).  Il étudia les mathématiques, l'astronomie et la linguistique comme passe-temps. Peut-être a-t-il collaboré à la publication de Merula et Castricomius de la Paraphrase sur le Cantique des Cantiques de Willeram.

### Poète et dramaturge
Van Hout était aussi un poète.  Avec Van der Noot et Van Mander, il annonçait la Renaissance.  La théorie est, dans ce domaine, ce que Van Hout a produit de plus intéressant.  Sa poésie ne nous est pas parvenue dans son intégralité, car il l'a léguée par testament manuscrit à Petrus Bertius, qui rencontrera encore d'énormes difficultés à Leyde en raison de sa conviction remontrante et qui perdit probablement les manuscrits de Van Hout au cours de ses pérégrinations.  Néanmoins, plusieurs poèmes ont été retrouvés ici et là.  Le plus grand mérite de Van Hout dans ce domaine réside dans le fait qu'il a été, dans ces contrées, l'un des premiers à se rendre compte de la direction donnée à la Renaissance par les poètes français de la Pléiade : la production d'œuvres originales dans la langue nationale, semblables à celles des anciens sans imiter servilement les apparences des œuvres des classiques.  Ce fut Janus Dousa père qui suscita en lui l'intérêt pour les poètes de la Pléiade et pour les néo-latins, et c'est également dans l’album amicorum de Dousa que Van Hout écrivit, le 2 décembre 1575, le premier poème qu'on connaisse de lui.  Il divulgua ces idées françaises, pour la première fois, dans Betoog tot het gezelschap der gener die hem in de nieuwe Universiteyt ouffenende zijn in de Latijnsche of Nederduytsche poëziën (Discours au profit de ceux qui s'exercent au sein de l'Université dans les poésies latine et néerlandaise) de 1576, tandis qu'il combattit les conceptions artistiques vieillottes par une attaque féroce sur les rhétoriciens dans Opdracht van den Franciscanus.  Son discours et son attaque ont pour la littérature néerlandaise la même valeur que le manifeste de la Pléiade.  Van Hout survole, dans les grandes lignes et dans son contexte, la littérature européenne de Pétrarque (dont il adapta la poésie comme il le fit avec celle de Horace, Secundus et Buchanan) jusqu'à son époque ; il apparaît ici comme l'homme de l'ode et du sonnet, de l'alexandrin et de l'alternance entre les vers féminins et masculins.
Dans sa pièce de théâtre de 1596, écrite pour le compte des rhétoriciens, il se montre un dessinateur de mérite de la réalité ; un précurseur aussi de Bredero.

## Ressources

### Sources
- (nl) Aa (van der), Abraham Jacob.  Biographisch woordenboek der Nederlanden, Haarlem, J.J. van Brederode, vol. VIII, 2e partie, 1867, p. 1311-1314.
- (nl) Bostoen, Karel.  « Jan van Hout en de metra van de vroegmoderne Nederlandse lyriek », in : Nieuw Letterkundig Magazijn, Leyde, Maatschappij der Nederlandse Letterkunde, vol. 28, 2010, p. 14-21.
- (nl) Koppenol, Johan.  Leids heelal: het Loterijspel (1596) van Jan van Hout, Hilversum, Verloren, 1998.
- (nl) Kuiper, G., et Pieter Jozias Verkruijsse.  « Hout, Jan van », in : Bork (van), Gerrit Jan, et Pieter Jozias Verkruijsse (dir.), De Nederlandse en Vlaamse auteurs van middeleeuwen tot heden met inbegrip van de Friese auteurs, Weesp, De Haan, 1985, p. 285-286.
- (nl) Prinsen, « Hout, Jan van », in : Molhuysen, Philipp Christiaan, et Petrus Johannes Blok (dir.), Nieuw Nederlandsch Biografisch Woordenboek, Leyde, A.W. Sijthoff, 1912, vol. II, p. 608-612.